# Cantonul Saint-Malo-Sud
Cantonul Saint-Malo-Sud este un canton din arondismentul Rennes, departamentul Ille-et-Vilaine, regiunea Bretania, Franța.

## Comune
- La Gouesnière
- Saint-Jouan-des-Guérets
- Saint-Malo (parțial, reședință)